# Прапор Золотоніського району
Пра́пор Золотоні́ського райо́ну — офіційний символ Золотоніського району Черкаської області, затверджений 15 листопада 2000 року рішенням сесії Золотоніської районної ради.

## Опис
Прапор являє собою прямокутне полотнище зі співвідношенням сторін 2:3, що складається з трьох горизонтальних смуг: блакитної, пурпурової та зеленої, співвідношення яких у висоту складає 1:2:1. У центрі пурпурової смуги розміщено герб району, що становить ½ висоти полотнища.